# 飲料水に関する罪
飲料水に関する罪（いんりょうすいにかんするつみ）は、刑法に規定された犯罪類型の一つである。「第十五章　飲料水に関する罪」に規定があり、飲料水を汚染したり毒物を混入させたりする行為などを内容とする。

## 概要
公衆の健康が保護法益であり、社会的法益に対する罪に分類される。したがって、条文の「人の飲料に供する浄水」でいう「人」とは、不特定多数の人を指し、特定の人のための飲料水に対する行為は本罪を構成しない。また、清涼飲料水などは含まないと解されている。

## 犯罪類型

### 浄水汚染罪
「使用することができない」とは「通常人の感覚を基準として物理的、生理的または心理的に使用に堪えない」ことをいう（最判昭和36年9月8日刑集15巻8号1309頁）。

### 水道汚染罪
人工的設備のない自然の流水は「水道」には含まれない。

### 浄水毒物等混入罪
実際に人の健康に障害を与えたかどうかは問わない。

### 水道毒物等混入罪、同致死罪
後段は死に至らしめた場合の結果的加重犯を定めており、致傷の結果を生じさせても水道毒物等混入罪が成立するにとどまる。
なお、傷害の故意がある場合、傷害罪は適用されず水道毒物等混入罪のみが適用される。同様に、殺人の故意がある場合、殺人罪は適用されず水道毒物等混入致死罪のみが適用される。いずれも、本罪の法定刑が傷害罪、殺人罪より重いためである。

### 水道損壊・閉塞罪
「損壊」とは、浄水の供給を不可能または著しく困難にする程度に破壊することをいい、その程度に至らない場合は器物損壊罪が適用される。また、「閉塞」とは、有形の障害物によって水道を遮断し、浄水の供給を不可能または著しく困難にすることをいう。